# Encore un baiser
Série
Juste un baiser
(2001)
Pour plus de détails, voir Fiche technique et Distribution.
Encore un baiser (Baciami ancora) est un film italien de Gabriele Muccino, sorti en 2010.
C'est la suite de Juste un baiser (L'ultimo bacio), du même réalisateur, sorti en Italie en 2001.

## Fiche technique
- Titre : Encore un baiser
- Titre original : Baciami ancora
- Réalisation : Gabriele Muccino
- Scénario : Gabriele Muccino
- Musique : Paolo Buonvino
- Photographie : Arnaldo Catinari
- Montage : Claudio Di Mauro
- Production : Domenico Procacci
- Société de production : Fandango, Mars Films et Medusa Film
- Société de distribution : Mars Distribution (France)
- Pays :  Italie et  France
- Genre : drame et romance
- Durée : 139 minutes
- Dates de sortie : 
  - Italie : 29 janvier 2010
  - France : 29 décembre 2010

## Distribution
- Stefano Accorsi (VF : Emmanuel Curtil) : Carlo
- Vittoria Puccini (VF : Barbara Kelsch) : Giulia
- Pierfrancesco Favino (VF : Gilles Morvan) : Marco
- Claudio Santamaria (VF : Maurice Decoster) : Paolo
- Giorgio Pasotti (VF : Damien Boisseau) : Adriano
- Marco Cocci (VF : Cédric Dumond) : Alberto
- Sabrina Impacciatore (VF : Ariane Deviègue) : Livia
- Adriano Giannini (VF : Raphaël Cohen) : Simone
- Daniela Piazza : Veronica
- Lina Bernardi (VF : Catherine Artigala) : la mère de Paolo
- Francesca Valtorta (VF : Caroline Victoria) : Anna
- Valeria Bruni Tedeschi : Adele

 Source et légende : version française (VF) sur RS Doublage